# US Airways Express

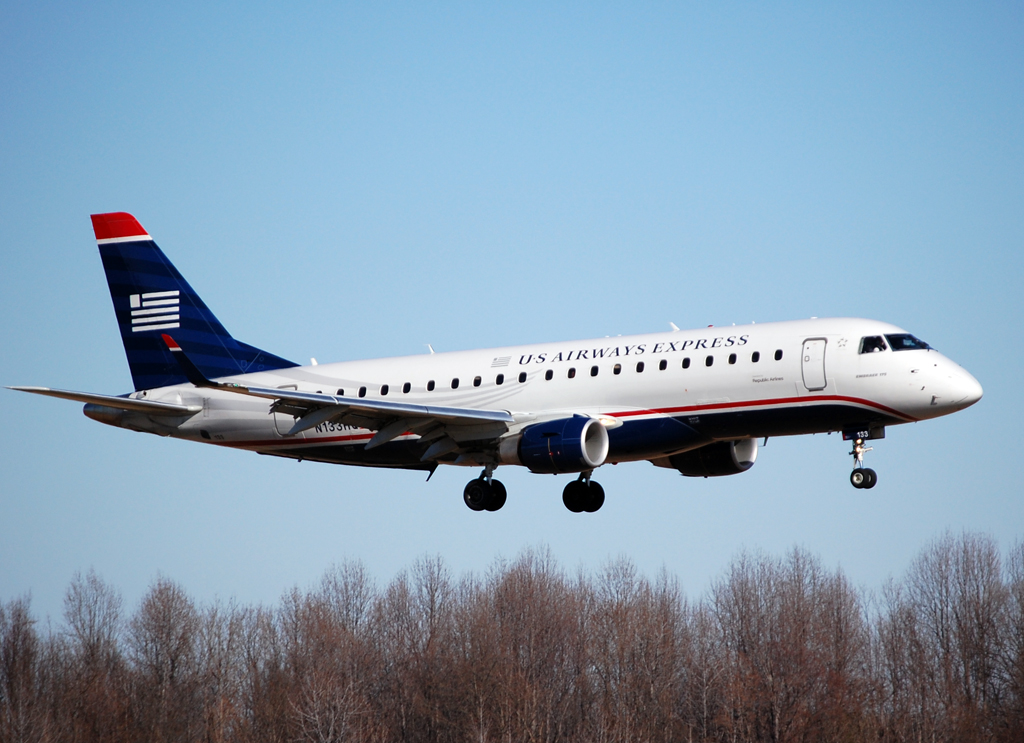
US Airways Express (Republic Airlines) Embraer ERJ-170-200LR 175LR

US Airways Express est le nom sous lequel plusieurs compagnies aériennes régionales américaine opéraient des vols pour le compte d'US Airways. À la suite de la fusion d'American Airlines et de US Airways en 2013, la flotte régionale d'US Airways Express a intégré celle d'American Airlines, sous les couleurs d'American Eagle.